# Jochum ten Haaf
Jochum ten Haaf (Maastricht, 17 december 1978) is een Nederlands acteur, bekend van film en theater.
Ten Haaf kreeg bekendheid door zijn rol als Vincent van Gogh in de Britse theaterproductie Vincent in Brixton, die op zowel West End als Broadway uitgevoerd werd. In 2002 werd hij genomineerd voor een Londen Evening Standard Theatre Award voor beste nieuwkomer. Ten Haaf doet sindsdien veel audities voor internationale producties. Een rol in de film Pirates of the Caribbean: The Curse of the Black Pearl ging echter aan hem voorbij omdat hij geen werkvergunning kreeg.
In 2003 speelde hij een kleine rol als koning-stadhouder Willem III in de Britse miniserie Charles II: The Power and the Passion en een rol in de Europese Suitcase-trilogie. Zijn eerste grote rol was die van paalzitter Taeke in de film Sportman van de Eeuw (2006).
Verder is Ten Haaf ook bekend van zijn rol als Tom de Schepper in het tweede seizoen van de thrillerserie Vuurzee (2009).

## Filmografie
- The Tulse Luiper Suitcase: part 3 (2003) – Bouillard
- Charles II: The Power and the Passion (miniserie, 2003) – Willem van Oranje
- Amazones (2004) – Van Trigt
- 06/05 (2004) – man in vergadering
- Medea (miniserie, 2005) – Frederik
- Allerzielen (2005) – kapper
- Sportman van de Eeuw (2006) – Taeke
- Onder de tafel (kort televisiedrama, 2007) – Jacob
- Anna (televisiefilm, 2007) – Stijn
- Nightwatching (2008) – mr. Jongkind
- Zomerhitte (2008) – vogelwachter
- Vuurzee (televisieserie) – Tom de Schepper (seizoen 2009)
- Den Uyl en de affaire Lockheed (miniserie in 3 delen, 2010) – Marcel van Dam (2 afl.)
- Kasteel Amerongen (2011) – Godfried Trip
- Flikken Maastricht (televisieserie) – Ruben Vermeegen (afl. "Wie zaait...", 2011)
- Het verlangen (2017) – Aaron Golsteijn
- Loving Vincent (2017) – Engelse stem Vincent van Gogh[2]
- Dunkirk (2017) – Nederlandse zeeman
- Bankier van het verzet (2018) – Jaap Buijs
- The Spectacular (2021) – Joris
- All Inclusive (2023) - Bob
- De Vuurwerkramp (2025) - Theo Veldema

### Gastrol
- Sinterklaasjournaal – parfumverkoper en bezoeker van een restaurant (editie 2012)

## Theater
- 2000–2002: Vincent in Brixton – Vincent van Gogh
- 2007: Heksenjacht
- 2008: As You Like It – Toetssteen
- 2011: Les Enfants du paradis (naar de gelijknamige film uit 1945) – Frédéricke
- 2014–2015: War Horse – Friedrich Muller

## Trivia
Bij de verkiezing van De grootste Nederlander in 2005 was hij ambassadeur voor Vincent van Gogh.